# Orthetrum machadoi
Orthetrum machadoi är en trollsländeart som beskrevs av Cynthia Longfield 1955. Orthetrum machadoi ingår i släktet Orthetrum och familjen segeltrollsländor. IUCN kategoriserar arten globalt som livskraftig. Inga underarter finns listade i Catalogue of Life.